# Corne (matière)
 (janvier 2023).
Si vous disposez d'ouvrages ou d'articles de référence ou si vous connaissez des sites web de qualité traitant du thème abordé ici, merci de compléter l'article en donnant les références utiles à sa vérifiabilité et en les liant à la section « Notes et références ».
Pour les articles homonymes, voir Corne.

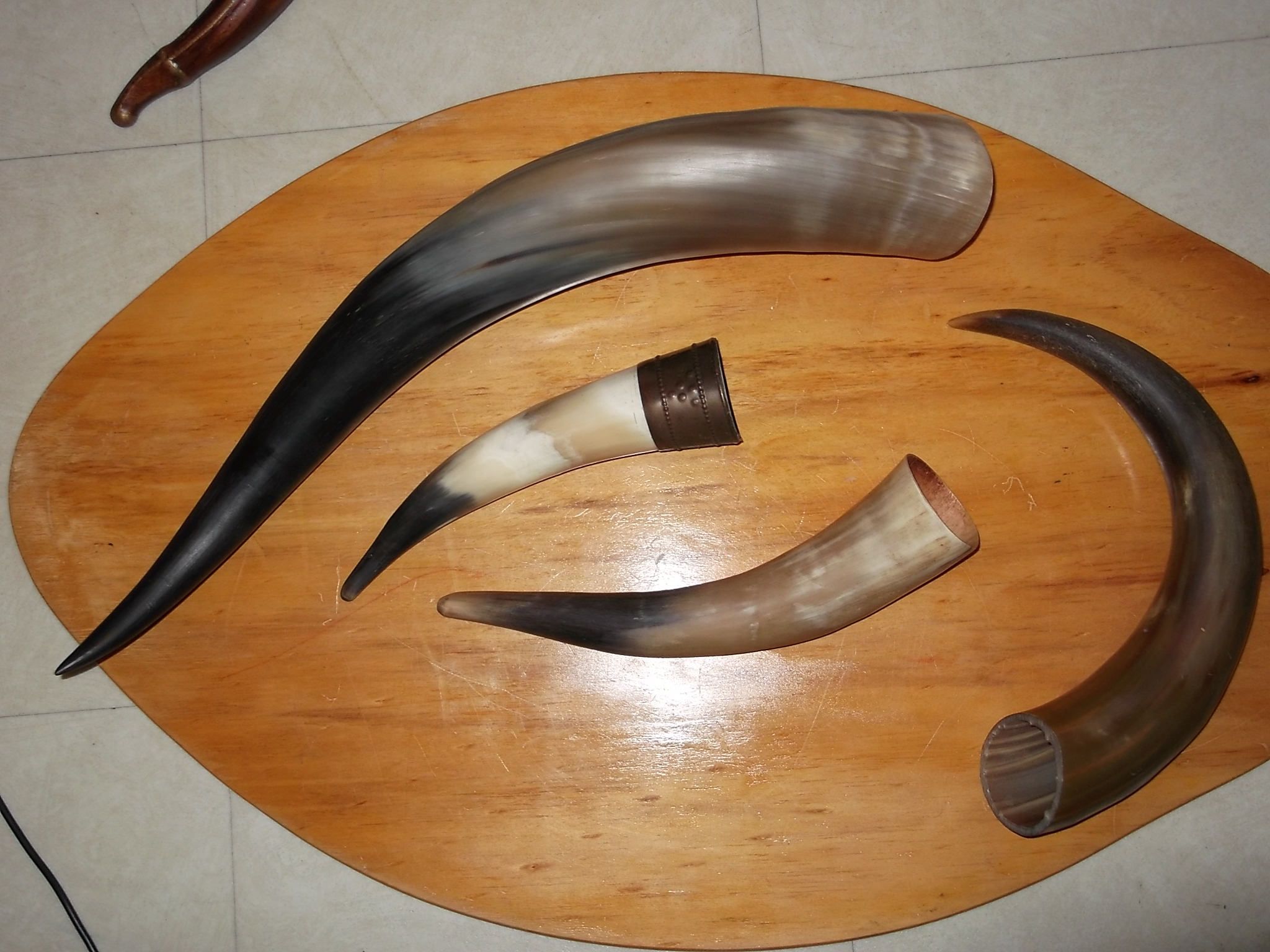
Qantsis, cornes à boire traditionnelles de Géorgie.

La corne est une matière première en kératine, issue de la corne, des ongles ou des sabots, sous-produits des mammifères, et tout particulièrement chez les ruminants.
Elle sert à la fabrication d'objets divers : embouchures d'instruments de musique, embout des zahatos (gourdes des bergers basques), anciens dés à coudre, pommeaux de parapluie, montures de lunettes, peignes, manches de couteaux, boutons, tuyaux de pipes, branches d'arcs composites, encoches de flèches, étuis de tablette de cire de l'Antiquité, etc. La corne est également utilisée en marqueterie ou en joaillerie.
Depuis l'invention de la galalithe, elle est de plus en plus souvent remplacée par la matière plastique, qui ne nécessite pas de travail de mise en forme.

## Travail de la corne

### France
Le travail de la corne est une spécialité historique de la Franche-Comté, de la ville d'Oyonnax en Rhône-Alpes, ou du Pays d'Olmes en Ariège (fabrication de peignes en corne notamment). C'est aussi une spécialité du tabletier.
La corne a besoin de subir une étape de mise à plat (en chauffant) avant que le matériau en forme de lame obtenu puisse être taillé.

### Chine

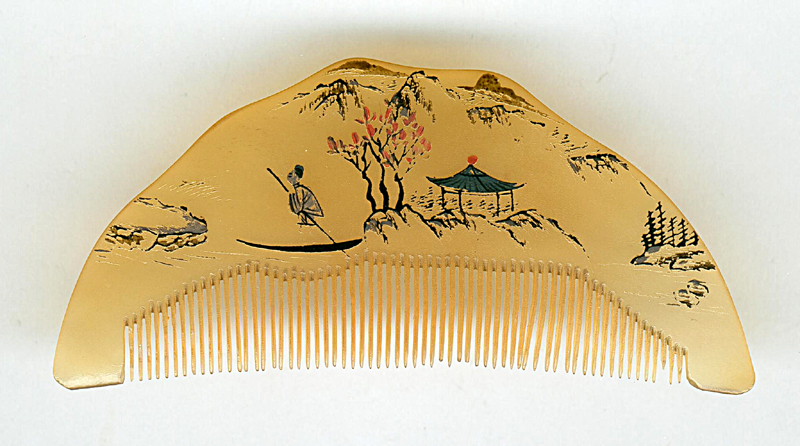
Peigne chinois en corne peinte

Les arcs de Xianbei, peuple proto-Mongol en Chine sont fabriqués à partir de cornes collées.
On fabrique des peignes et différents objets d'art à partir des cornes de yak, dans le Sichuan, chez les Qiangs et dans les différentes régions tibétaines.

## Travailler la corne
La corne peut être assouplie par trempage dans l'eau bouillante et passage sous presse pour obtenir des tablettes plates pouvant être gravées ou découpées à la scie à chantourner.

Pour graver la corne il est préférable de la faire tremper dans l'eau froide la veille, pour éviter de soulever de trop gros éclats.

Le polissage s'effectue avec des brosses en soie de porc trempées dans du rouge de Venise délayé dans de l'huile.
La corne peut être colorée en noir. Pour ce faire, il convient de faire bouillir de la poudre de noix de Galle dans de l'eau et la faire réduire jusqu'à ce que la mixture soit sirupeuse. À la suite, 3 % de sulfate ferreux doivent être ajoutés. Cette mixture est appliquée sur la corne préalablement trempée dans une solution acide de nitrate de mercure. Le tout doit reposer une demi journée à une journée avant rinçage.

Pour souder deux morceaux de corne il faut préalablement biseauter les bords, puis les faire chauffer, les appliquer l'un contre l'autre et les maintenir ainsi avec des pinces plates chauffées. Ensuite il suffit d'ébarber et de repolir.

## Voir aussi

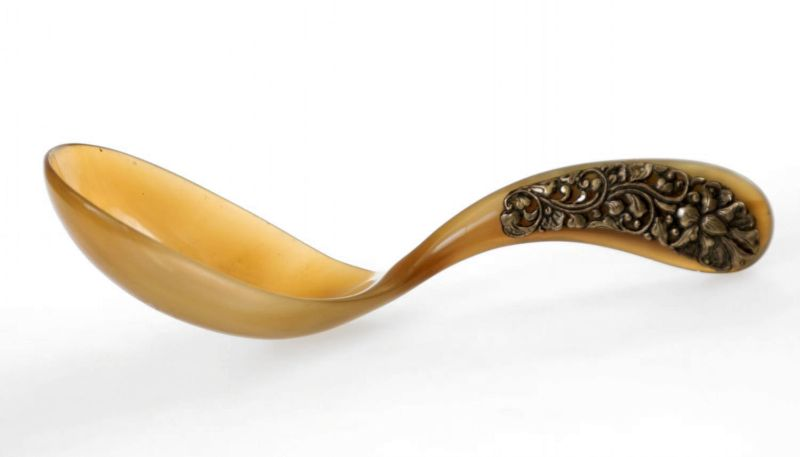
Cuillère à riz indonésienne en corne.